# Скелетон на зимових Олімпійських іграх 2014
Змагання зі скелетону на зимових Олімпійських іграх 2014 в Сочі проходили з 13 по 15 лютого в Центрі санного спорту «Санки», розташованому біля Красної Поляни. Було розіграно 2 комплекти нагород.

## Розклад
Час UTC+4
| Дата      | Час   | Змагання                    |
| --------- | ----- | --------------------------- |
| 13 лютого | 11:30 | 1-й і 2-й заїзди (жінки)    |
| 14 лютого | 16:30 | 1-й і 2-й заїзди (чоловіки) |
| 14 лютого | 16:30 | 3-й і 4-й заїзди (жінки)    |
| 15 лютого | 18:45 | 3-й і 4-й заїзди (чоловіки) |

## Медальний підсумок
| Місце | Країна                | Золото | Срібло | Бронза | Загалом |
| ----- | --------------------- | ------ | ------ | ------ | ------- |
| 1     | Росія (RUS)           | 1      | 0      | 1      | 2       |
| 2     | Велика Британія (GBR) | 1      | 0      | 0      | 1       |
| 3     | США (USA)             | 0      | 1      | 1      | 2       |
| 4     | Латвія (LAT)          | 0      | 1      | 0      | 1       |
|       | Всього                | 2      | 2      | 2      | 6       |

## Чемпіони та призери
| Вид змагань | Золото                                  | Золото  | Срібло                        | Срібло  | Бронза                       | Бронза  |
| ----------- | --------------------------------------- | ------- | ----------------------------- | ------- | ---------------------------- | ------- |
| Чоловіки    | Олександр Третьяков · Росія (RUS)       | 3:44.29 | Мартінс Дукурс · Латвія (LAT) | 3:45.10 | Меттью Антуан · США (USA)    | 3:47.26 |
| Жінки       | Елізабет Ярнолд · Велика Британія (GBR) | 3:52.89 | Ноель Пікус-Пейс · США (USA)  | 3:53.86 | Олена Нікітіна · Росія (RUS) | 3:54.30 |